# 有馬線 (鐵道省)
有马线（日语：／ Arima sen */?）是过去连接兵库县有馬郡三輪町（今三田市）的三田站与同郡有馬町（今神户市北區）的有馬站，属于鐵道省的铁路线。在太平洋战争爆发后的1943年被指定为不要不急線休止（实际上废除），是首条连接有馬溫泉的铁路线。

## 路线资料
- 路线长度（营业距离）：12.2 km
- 轨距：1,067 mm
- 车站数：5站（含起终点站）
- 复线区间：全线单线
- 电化区间：全线非电化

## 運行狀況
多數班次僅在線路內折返運行。1940年（昭和15年）時刻表中有1對大阪站發車，經由福知山線三田車站直通有馬線之列車。下行列車17時19分發車→19時17分到達有馬，上行列車10時26分發車→12時18分到達大阪。上下行皆在大阪 - 三田間附掛於小濱站始發之列車。
- 1916年

列車數量：來回各6班
所要時間：全程35 - 40分鐘
- 1934年12月改點後

列車數量：來回各7班
所要時間：全程28 - 37分鐘

## 歷史
有馬線原本是有馬鐵道建設。1907年，有馬電氣軌道發起人山脅延吉曾取得三田町 - 有馬町間施工許可證，惟計劃未能實現。其後山脅於1913年以輕便鐵道名義再次申請，並於1914年成功獲得施工許可證。1915年4月16日通車後，全線運營業務外包鐵道院（鐵道省之前身）。1919年國有化、成為有馬輕便線。另外，山脅延吉等一眾股東在有馬線國有化後，轉而投入連接神戶和有馬、三田的鐵道事業，建立神戶有馬電氣鐵道（今神戶電鐵）。
1928年，連接三田車站和唐櫃車站（今有馬口站）的神戶有馬電氣鐵道三田線開業。儘管該線需要在唐櫃換乘，三田車站 - 有馬/有馬溫泉車站之間同時加開列車（1934年12月時兩線發車間隔均為28分鐘），但有馬線仍然落入下風。且神戶有馬電氣鐵道有馬溫泉站距離溫泉街更為接近，而鐵道省有馬車站位於町外，使得有馬線陷入不利局面。
1943年，太平洋戰爭激烈化，由於有馬線與神戶有馬電氣鐵道並行且同時為觀光路線，因此列入不要不急線全線停駛，設施拆除用於建設運輸篠山產錳礦等軍需物資之篠山線（1972年廢除）。其後從未復駛維持廢線狀態至今。

### 年表
- 1907年（明治40年）4月12日[3]：核發有馬電氣軌道之軌道特別許可證（有馬郡三輪村之內高次村-同郡有馬町字峠堂 電氣動力 軌距1435mm）[4]
- 1919年（大正8年）3月31日：有馬鐵道國有化（收購額38萬4772圓35錢、公債交付券面額43萬4800日元[5]）、改名為有馬輕便線[6]。有馬鉄道株式会社解散[7]
- 1922年（大正11年）9月2日：改名為有馬線[8]。
- 1930年（昭和5年）4月1日：改用公制單位（7.6 M→12.2 km）。
- 1943年（昭和18年）7月1日：全線停駛（實際廢線）。

## 车站列表
- 車站所在地的自治體名以休止時為準。全線都位於兵庫縣有馬郡內。

| 中文站名 | 日文站名 | 英文站名 | 站間營業距離 | 累計營業距離 | 接續路線、備註           | 所在地 |
| -------- | -------- | -------- | ------------ | ------------ | ------------------------ | ------ |
| 三田     |          |          | -            | 0.0          | 西日本旅客鐵道：福知山線 | 三田市 |
| 盐田     |          |          | 2.3          | 2.3          |                          | 神户市 |
| 新道场   |          |          | 2.1          | 4.4          |                          | 神户市 |
| 有马口   |          |          | 3.7          | 8.1          |                          | 西宫市 |
| 有马     |          |          | 4.1          | 12.2         |                          | 神户市 |